# Paul Schäfer
Paul Schäfer Schneider (4 de dezembro de 1921 – 24 de abril de 2010) foi um ex-militar nazista, líder de uma seita e o fundador da comunidade agrícola de imigrantes alemães chamada Colônia Dignidade – depois renomeada para Villa Baviera – localizada no sul do Chile, cerca de 340 quilômetros ao sul de Santiago, onde aconteceram muitos abusos sexuais contra menores, além do assassinato e tortura de centenas de opositores políticos durante a ditadura de Augusto Pinochet.

## Cinema
Em 2016, Colônia Dignidade e Paul Schäfer inspiraram um filme, cujo nome é Colonia, dirigido por Florian Gallenberger com Emma Watson e Daniel Brühl no elenco. Michael Nyqvist interpreta Schäfer.
Em 2021, a Netflix lançou a série documental "Colonia Dignidad: Una secta alemana en Chile", que narra a trajetória de Paul Schäfer Schneider, desde quando fugiu da Alemanha para o Chile, na década de 40, condenado por abuso de menores, até sua derrocada no país Latino, tendo sido preso apenas em 2005.